# ГТЕС Мокаї
ГТЕС Мокаї — геотермальна електростанція на Північному острові Нової Зеландії.
У 2000 році стала до ладу перша черга Мокаї А, що мала чисту загальну потужність у 55 МВт та складалась із:
- парової турбіни з протитиском потужністю 31 МВт;
- шести установок потужністю по 6 МВт від ізраїльської компанії ORMAT, в яких турбіну приводить у дію бінарний парогенератор із замкненим циклом (органічний цикл Ренкіна), теплоносієм в якому виступає пентан. Чотири з них установок відбирають тепло з відпрацьованої пари низького тиску (яка при цьому конденсується), а ще дві утилізують енергію гарячої води, охолоджуючи її з 219 до 150 градусів Цельсію.

У 2005-му запустили другу чергу Мокаї В потужністю 39 МВт, що отримала:
- парову турбіну потужністю 19 МВт;
- чотири установки ORMAT потужністю по 5 МВт.

Нарешті, у 2007-му першу чергу модернізували за рахунок додавання бінарної установки ORMAT потужністю 17 МВт.
Електростанція використовує геотермальне поле Мокау, звідки з глибини 2000 метрів, де температура становить від 325 до 350 градусів Цельсію, отримують двофазну пароводяну суміш. Суміш розділяється при тиску у 1,8 Мпа, після чого пара приводить у дію парову турбіну та далі частину бінарних установок, тоді як гаряча вода живить інші бінарні установки. Відпрацьовані конденсат та вода закачуються під землю на глибину у 500 метрів.
Первісно живлення станції забезпечували чотири видобувні свердловини, крім того, для зворотного закачування призначались три нагнітальні свердловини. Надалі кількість видобувних свердловин довели до 11.
Видача продукції відбувається по ЛЕП, що працює під напругою 110 кВ.
Проект реалізували через Tuaropaki Power Company, єдиним власником якої спершу була компанія Tuaropaki Trust. В 2003-му 25 % участі викупила Mighty River Power (далі перетворена на Mercury NZ).